# 宇田川玄真

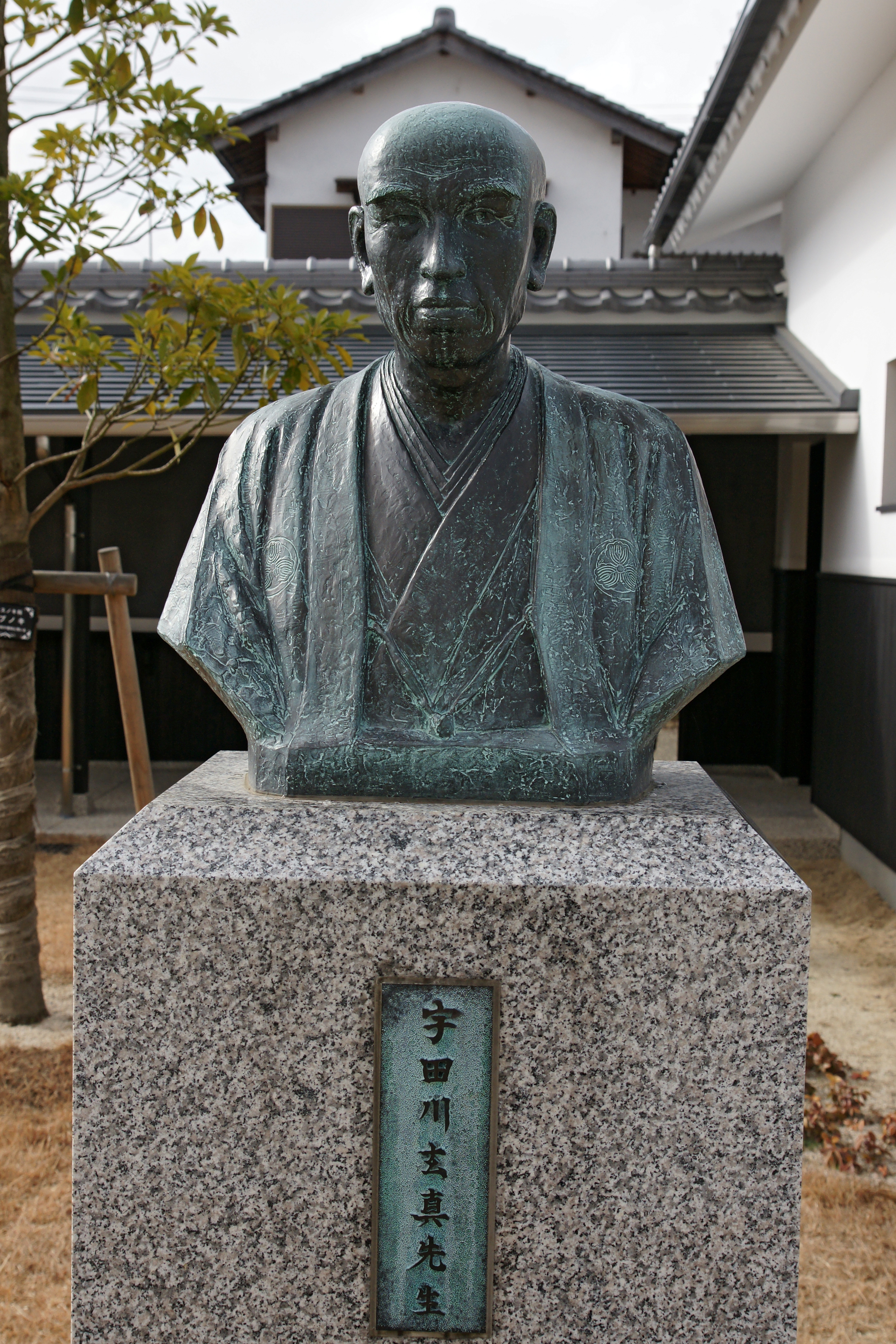
津山洋学資料館の宇田川玄真像

宇田川 玄真（うだがわ げんしん、明和6年12月28日（1770年1月24日） - 天保5年12月4日（1835年1月2日））は、江戸時代後期の蘭方医。本姓は安岡、名は璘。玄真は字。榛斎と号す。養父は宇田川玄随、養子に宇田川榕菴。
江戸蘭学における大槻玄沢の実質的後継者。門弟に吉田長淑、藤井方亭、坪井信道、佐藤信淵、緒方洪庵、川本幸民、箕作阮甫、飯沼慾斎、青地林宗らがいる。

## 生涯
玄真は明和6年（1769年）伊勢国安岡家に生まれる。
若くして杉田玄白の私塾・天真楼、その弟子大槻玄沢の私塾・芝蘭堂で学び「芝蘭堂四天王筆頭」と称された。一時杉田玄白の娘八曽（八曾）と結婚、養子となったが離縁される（若気の至りか放蕩を重ねた故といわれる）。
寛政9年（1798年）、津山藩医で芝蘭堂の高弟宇田川玄随が亡くなると宇田川家の当主として養子に入りその跡を継いだ。
のちに改暦に悩む幕府からの要請で天文台の蘭書（西洋の学術書）翻訳員として招聘され和蘭書籍和解御用方としてフランスのノエル・ショメルが編纂した百科事典の翻訳に携わった。
また玄真が開いた私塾・風雲堂は医学のみならず、化学、科学、自然哲学など幅広い分野で日本の礎を築いていくことになり「蘭学中期の大立者」と賞賛された。天保5年（1835年）12月4日死去。享年67。墓所は泰安寺（岡山県津山市）。
明治43年（1910年）、従四位を追贈された。

## 功績
玄真は蘭方医として蘭学の発展に尽くし日本初の蘭日辞書ハルマ和解の編纂にも参加、訳書の中で蜂蜜酒とその製法を紹介したことでも知られる。
また、養父玄随の訳した『西訳内科撰要』の増補改訂版を作成し、分泌器官に用いる「腺」や膵臓の「膵」の字など医学用語を作成（字を発見し当てはめたわけではなく造字した）したのも玄真の功績の一つである。
杉田玄白、前野良沢らが訳した解体新書は江戸蘭学、日本解剖学の基礎を築いたが、その後継者大槻玄沢がより正確な訳と銅版画を用いたものに改良した「重訂解体新書」を刊行するなど解剖学ではその改善に留まるも、玄真は最新のオランダ解剖学書を次々と訳し亜欧堂田善に解剖図を依頼して独自の解剖学訳書「和蘭内景医範提綱」を刊行。「重訂解体新書」を越えるベストセラーになり「解体新書」、「重訂解体新書」と並ぶ日本初期解剖学史を代表する訳書として絶賛された。

## 交流
- 杉田伯元
- 桂川甫周(4代目)
- 稲村三伯
- 橋本宗吉
- 山村才助
- 馬場佐十郎
- 伊東玄朴

## 著作
- 遠西医範（オランダ解剖学書を訳した三十冊に及ぶ大著）
- 和蘭内景医範提綱（遠西医範の要約本。解体新書に並ぶと評された解剖学書）
- 医範提綱内象銅版図（和蘭内景医範提綱の附図）
- 新訂増補和蘭薬鏡（医薬品製楝法）
- 遠西医方名物考（養子宇田川榕菴との共著）
- 内外要論
- 篤爾

## 関連作品
テレビドラマ
- 『風雲児たち～蘭学革命篇～』(2018年、演:浅利陽介)